# Sisyrinchium
Genre
Classification phylogénétique
Sisyrinchium est un genre de plantes vivaces de la famille des Iridaceae.
Il existe entre 70 et 150 espèces (selon les auteurs), toutes originaires du Nouveau Monde. Plusieurs des espèces des États-Unis sont menacées ou en danger d'extinction.  La taxonomie de ce genre est plutôt complexe, puisque plusieurs des espèces, telles que Sisyrinchium angustifolium, forment des complexes avec beaucoup de variétés désignées aussi comme des espèces. Certaines espèces, notamment Sisyrinchium douglasii, ont été transférées dans le genre Olsynium.

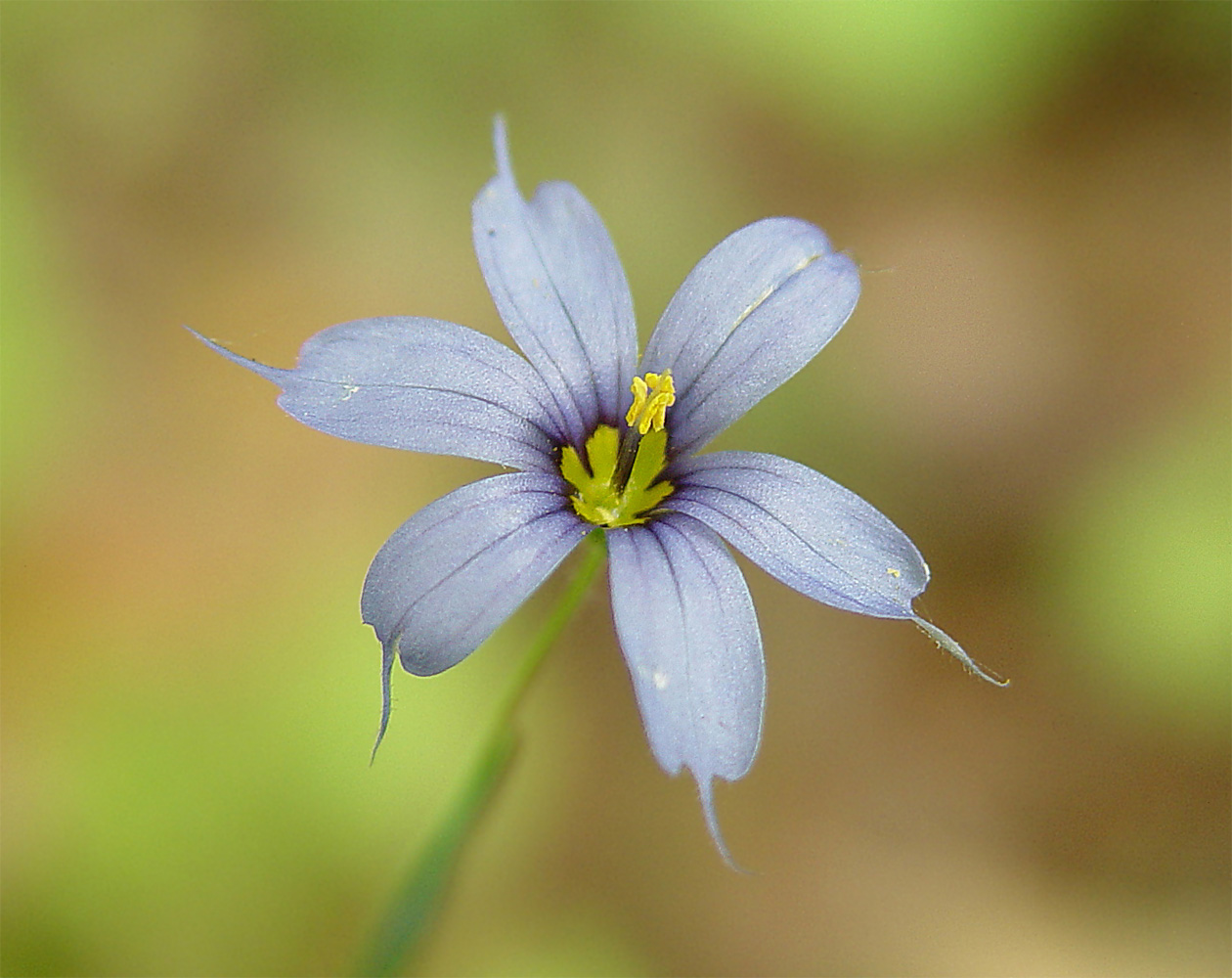
Sisyrinchium angustifolium
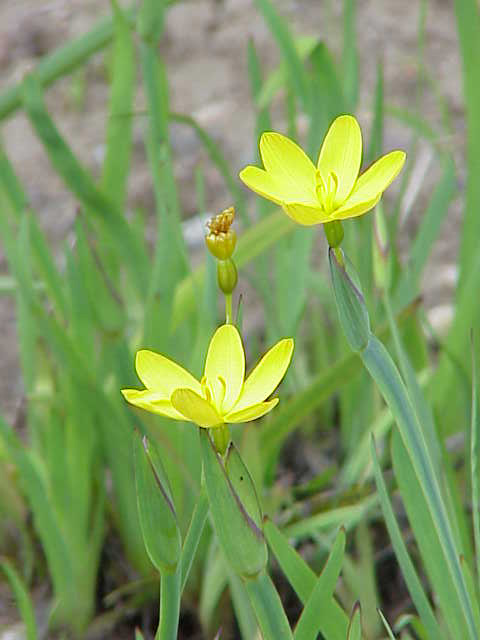
Sisyrinchium californicum
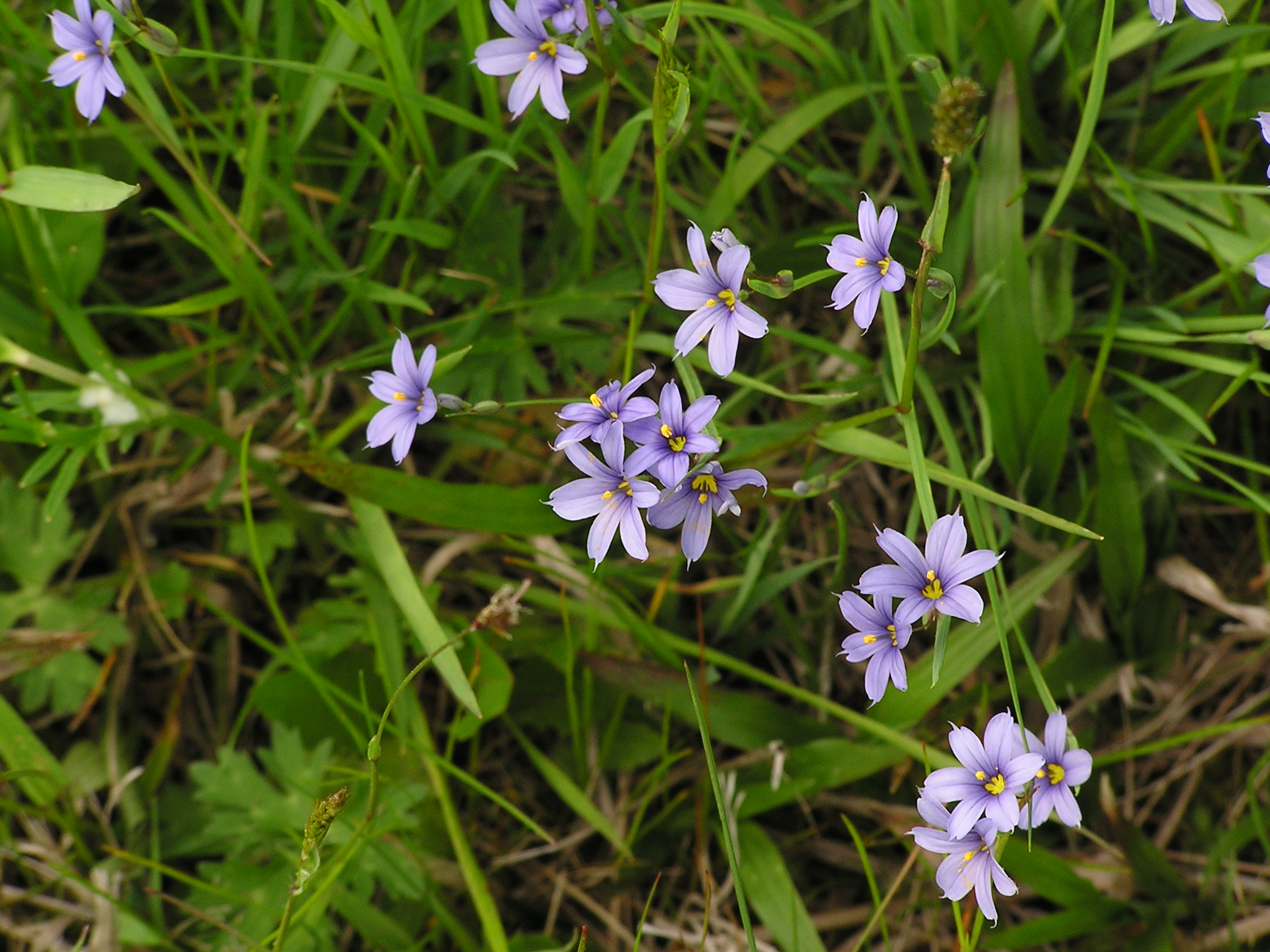
Sisyrinchium montanum

## Liste d’espèces
- Sisyrinchium acre Mann
- Sisyrinchium albidum Raf.
- Sisyrinchium angustifolium Mill.
- Sisyrinchium arizonicum Rothrock
- Sisyrinchium atlanticum Bickn.
- Sisyrinchium bellum S. Wats.
- Sisyrinchium biforme Bickn.
- Sisyrinchium brachypus
- Sisyrinchium californicum (Ker-Gawl. ex Sims) Ait.
- Sisyrinchium campestre Bickn.
- Sisyrinchium capillare Bickn.
- Sisyrinchium cernuum (Bickn.) Kearney
- Sisyrinchium chilense Hook.
- Sisyrinchium demissum Greene
- Sisyrinchium dichotomum Bickn.
- Sisyrinchium douglasii
  - Sisyrinchium douglasii var. douglasii A. Dietr.
- Sisyrinchium elmeri Greene
- Sisyrinchium farwellii Bickn.
- Sisyrinchium funereum Bickn.
- Sisyrinchium fuscatum Bickn.
- Sisyrinchium groenlandicum Böcher
- Sisyrinchium halophilum Greene
- Sisyrinchium hitchcockii D. Henderson
- Sisyrinchium idahoense Bickn.
- Sisyrinchium implicatum Bickn.
- Sisyrinchium iridifolium Kunth
- Sisyrinchium langloisii Greene
- Sisyrinchium litorale
- Sisyrinchium littorale Greene
- Sisyrinchium longipes (Bickn.) Kearney et Peebles
- Sisyrinchium macrocarpon Bickn.
- Sisyrinchium miamiense Bickn.
- Sisyrinchium minus Engelm. et Gray
- Sisyrinchium montanum Greene
- Sisyrinchium mucronatum Michx.
- Sisyrinchium nashii Bickn.
- Sisyrinchium pallidum Cholewa et D. Henderson
- Sisyrinchium radicatum Bickn.
- Sisyrinchium rosulatum Bickn.
- Sisyrinchium sagittiferum Bickn.
- Sisyrinchium sarmentosum Suksdorf ex Greene
- Sisyrinchium septentrionale Bickn.
- Sisyrinchium striatum
- Sisyrinchium tracyi Bickn.
- Sisyrinchium xerophyllum Greene